# Intracoastal Waterway
De Intracoastal Waterway is een stelsel van kanalen en wateren in de Verenigde Staten. Het vormt een bevaarbaar kanaal nabij de kust van de Atlantische Oceaan en de Golf van Mexico zonder de gevaren van de open zee. 